# Andrena tomora
Andrena tomora är en biart som beskrevs av Warncke 1975. Andrena tomora ingår i släktet sandbin, och familjen grävbin. Inga underarter finns listade i Catalogue of Life.